# Ивано-Межерецкое
Ивано-Межерецкое (укр. Івано-Межиріцьке) — село,
Юрьевский поселковый совет,
Юрьевский район,
Днепропетровская область,
Украина.
Код КОАТУУ — 1225955105. Население по переписи 2001 года составляло 53 человека .

## Географическое положение
Село Ивано-Межерецкое находится на правом берегу безымянной пересыхающей речушки,
ниже по течению примыкает село Вербское.
На реке несколько запруд.